# Oligia invisa
Oligia invisa är en fjärilsart som beskrevs av Walker. Oligia invisa ingår i släktet Oligia och familjen nattflyn. Inga underarter finns listade i Catalogue of Life.